# Weltcup der Nordischen Kombination 2005/06
Die Weltcupsaison 2005/06 der Nordischen Kombination begann am 25. November 2005 im finnischen Kuusamo und endete am 19. März 2006 in Sapporo. Die Saison wurde dabei vom 10. bis 26. Februar 2006 durch die Olympischen Spiele 2006 von Turin unterbrochen.
Den Gesamtweltcup konnte schließlich überlegen der Finne Hannu Manninen für sich entscheiden. Daneben gewann er auch den Sprintweltcup. Mit insgesamt zwölf Weltcuperfolgen in einer Saison, davon sieben in Serie, stellte er erneut einen neuen Rekord auf. Für Manninen war es der dritte Gesamtweltcuperfolg in Serie, wodurch er mit dem Japaner Kenji Ogiwara gleichzog. Durch diese Erfolge galt der Finne als Favorit für die Olympischen Spiele, konnte jedoch in den Einzeldisziplinen keine Medaille erringen.
Auch für Petter Tande und Jason Lamy Chappuis war die Saison sehr erfolgreich, da sie ihre ersten Weltcupsiege feiern konnten. Für die deutschsprachigen Erfolge der Saison sorgten Mario Stecher und Felix Gottwald mit jeweils einem Sieg sowie Björn Kircheisen mit zwei Siegen, der damit hinter Magnus Moan Dritter der Gesamt- und Sprintweltcupwertung wurde.

## Ergebnisse und Wertungen

### Weltcup-Übersicht
| Datum                                                                    | Austragungsort | Disziplin              | Sieger              | Zweiter             | Dritter             |
| ------------------------------------------------------------------------ | -------------- | ---------------------- | ------------------- | ------------------- | ------------------- |
| 25.11.2005                                                               | Kuusamo        | Einzel HS142/15km      | Hannu Manninen      | Anssi Koivuranta    | Petter Tande        |
| 27.11.2005                                                               | Kuusamo        | Sprint HS142/7,5km     | Mario Stecher       | Petter Tande        | Georg Hettich       |
| 03.12.2005                                                               | Lillehammer*   | Einzel HS131/15km      | Hannu Manninen      | Felix Gottwald      | Ronny Ackermann     |
| 04.12.2005                                                               | Lillehammer*   | Sprint HS131/7,5km     | Hannu Manninen      | Todd Lodwick        | Ronny Ackermann     |
| 17.12.2005                                                               | Ramsau         | Massenstart 10km/HS100 | Petter Tande        | Ronny Ackermann     | Magnus Moan         |
| 18.12.2005                                                               | Ramsau         | Sprint HS100/7,5km     | Magnus Moan         | Ola Morten Græsli   | Jason Lamy Chappuis |
| 30.12.2005                                                               | Oberhof        | Einzel HS140/15km      | Hannu Manninen      | Ronny Ackermann     | Magnus Moan         |
| 03.01.2006                                                               | Ruhpolding     | Sprint HS128/7,5km     | Felix Gottwald      | Ronny Ackermann     | Petter Tande        |
| 06.01.2006                                                               | Schonach       | Einzel HS96/15km       | Hannu Manninen      | Christoph Bieler    | Magnus Moan         |
| 14.01.2006                                                               | Val di Fiemme  | Massenstart 10km/HS134 | Hannu Manninen      | Anssi Koivuranta    | Christoph Bieler    |
| 15.01.2006                                                               | Val di Fiemme  | Sprint HS134/7,5km     | Hannu Manninen      | Mario Stecher       | Felix Gottwald      |
| 21.01.2006                                                               | Harrachov      | Sprint HS100/7,5km     | Hannu Manninen      | Georg Hettich       | Jason Lamy Chappuis |
| 22.01.2006                                                               | Harrachov      | Einzel HS100/15km      | Hannu Manninen      | Björn Kircheisen    | Georg Hettich       |
| 28.01.2006                                                               | Seefeld        | Sprint HS100/7,5km     | Hannu Manninen      | Magnus Moan         | Todd Lodwick        |
| 29.01.2006                                                               | Seefeld        | Einzel HS100/15km      | Hannu Manninen      | Todd Lodwick        | Christoph Bieler    |
| 10. bis 26. Februar 2006 Olympische Winterspiele 2006 in Turin/Pragelato |                |                        |                     |                     |                     |
| 04.03.2006                                                               | Lahti          | Einzel HS130/15km      | Magnus Moan         | Björn Kircheisen    | Felix Gottwald      |
| 05.03.2006                                                               | Lahti          | Sprint HS130/7,5km     | Björn Kircheisen    | Petter Tande        | Georg Hettich       |
| 11.03.2006                                                               | Oslo           | Einzel HS128/15km      | Petter Tande        | Jason Lamy Chappuis | Anssi Koivuranta    |
| 12.03.2006                                                               | Oslo           | Sprint HS128/7,5km     | Björn Kircheisen    | Magnus Moan         | Anssi Koivuranta    |
| 18.03.2006                                                               | Sapporo        | Massenstart 10km/HS134 | Hannu Manninen      | Björn Kircheisen    | Christoph Bieler    |
| 19.03.2006                                                               | Sapporo        | Sprint HS134/7,5km     | Jason Lamy Chappuis | Hannu Manninen      | Petter Tande        |

*= Ersatzaustragungsort für Trondheim 

## Weltcupstände
| Rang | Name                | Land               | Punkte |
| ---- | ------------------- | ------------------ | ------ |
| 01   | Hannu Manninen      | Finnland           | 1500   |
| 02   | Magnus Moan         | Norwegen           | 0961   |
| 03   | Björn Kircheisen    | Deutschland        | 0888   |
| 04   | Petter Tande        | Norwegen           | 0812   |
| 05   | Jason Lamy Chappuis | Frankreich         | 0730   |
| 06   | Georg Hettich       | Deutschland        | 0711   |
| 07   | Felix Gottwald      | Österreich         | 0708   |
| 08   | Christoph Bieler    | Österreich         | 0706   |
| 09   | Mario Stecher       | Österreich         | 0664   |
| 10   | Anssi Koivuranta    | Finnland           | 0597   |
| 11   | Ronny Ackermann     | Deutschland        | 0593   |
| 12   | Jaakko Tallus       | Finnland           | 0471   |
| 13   | Todd Lodwick        | Vereinigte Staaten | 0415   |
| 14   | Daito Takahashi     | Japan              | 0394   |
| 15   | Jens Gaiser         | Deutschland        | 0339   |
| 16   | Andreas Hurschler   | Schweiz            | 0310   |
| 17   | Sebastian Haseney   | Deutschland        | 0304   |
| 18   | Thorsten Schmitt    | Deutschland        | 0301   |
| 19   | Ronny Heer          | Schweiz            | 0273   |
| 20   | Norihito Kobayashi  | Japan              | 0272   |
|      |                     |                    |        |
|      |                     |                    |        |
| 21   | Michael Gruber      | Österreich         | 0232   |
| 22   | Bernhard Gruber     | Österreich         | 0231   |
| 25   | Marcel Höhlig       | Deutschland        | 0214   |
| 27   | Wilhelm Denifl      | Österreich         | 0181   |
| 27   | Ivan Rieder         | Schweiz            | 0181   |
| 29   | Seppi Hurschler     | Schweiz            | 0174   |
| 31   | Matthias Menz       | Österreich         | 0167   |
| 33   | David Kreiner       | Österreich         | 0150   |
| 34   | Christian Beetz     | Deutschland        | 0147   |
| 35   | Tino Edelmann       | Deutschland        | 0139   |
| 43   | Stephan Münchmeyer  | Deutschland        | 0070   |
| 50   | Florian Schillinger | Deutschland        | 0050   |
| 59   | Marco Pichlmayer    | Österreich         | 0023   |

| Rang | Name                | Land        | Punkte |
| ---- | ------------------- | ----------- | ------ |
| 01   | Hannu Manninen      | Finnland    | 624    |
| 02   | Magnus Moan         | Norwegen    | 454    |
| 03   | Björn Kircheisen    | Deutschland | 450    |
| 04   | Georg Hettich       | Deutschland | 445    |
| 05   | Jason Lamy Chappuis | Frankreich  | 397    |
| 06   | Petter Tande        | Norwegen    | 391    |
| 07   | Mario Stecher       | Österreich  | 364    |
| 08   | Felix Gottwald      | Österreich  | 349    |
| 09   | Christoph Bieler    | Österreich  | 279    |
| 10   | Ronny Ackermann     | Deutschland | 266    |